# Heleomyza angusta
Heleomyza angusta är en tvåvingeart som beskrevs av Walker 1853. Heleomyza angusta ingår i släktet Heleomyza och familjen myllflugor. Inga underarter finns listade i Catalogue of Life.